# Szkoła Języków Orientalnych
Szkoła Języków Orientalnych – działająca w Stambule od 1766, powołana z inicjatywy króla Stanisława Augusta Poniatowskiego. Była placówką kształcącą w językach wschodnich polskich tłumaczy i przyszłych pracowników dyplomacji. Jednocześnie wyznaczono jej zadania wywiadowcze. 
Powstała z inicjatywy Karola Boscampa-Lasopolskiego jako stacja naukowa dla młodych orientalistów. Wobec braku w Turcji oficjalnego przedstawicielstwa Rzeczypospolitej, przypadły jej pewne nieoficjalne funkcje dyplomatyczne. Jednym z pierwszych dyrektorów był Zygmunt Everhardt. Od 1792 kierownikiem szkoły był Franciszek Chabert młodszy.